# Belgirate
Belgirate é uma comuna italiana da região do Piemonte, província do Verbano Cusio Ossola, com cerca de 521 habitantes. Estende-se por uma área de 8 km², tendo uma densidade populacional de 65 hab/km². Faz fronteira com Besozzo (VA), Brebbia (VA), Ispra (VA), Leggiuno (VA), Lesa (NO), Monvalle (VA), Stresa.

## Demografia
| Variação demográfica do município entre 1861 e 2011                               |
|                                                                                   |
| Fonte: Istituto Nazionale di Statistica (ISTAT) - Elaboração gráfica da Wikipedia |